# ポイズン・アイディア
ポイズン・アイディア（Poison Idea）は、アメリカのハードコア・パンク・バンド。ジェリー・A（ボーカル）とトム・ロバーツ（ギタリスト）の巨体から「世界で一番体重が重いバンド」と呼ばれ、メタリックで重厚なサウンドで人気を博した。

## 経歴
1980年にオレゴン州ポートランドで結成。結成当時のメンバーはジェリー・A、クリス・テンス（ギター）、グレン・エステス（ベース）、ディーン・ジョンソン（ドラム）。
結成後まもなくギタリストのクリス・テンスが脱退、入れ替わりに元ジ・インペリアリスト・ピッグスの「ピッグ・チャンピオン」ことトム・ロバーツが加入した。
活動初期の音楽スタイルはスピーディーなパンク・ロックであったが、徐々にメタル的な要素を含む重厚なハードコアパンクへと変化していった。
1993年、トム・ロバーツの脱退を期に事実上の解散となるも、断続的な活動を経て1999年に再結成。2004年には初来日も果たした。
2006年1月31日、ポートランドの自宅でトム・ロバーツが死去。死因は不明。47歳没。アルバム『Latest Will and Testament』リリース直前であった。
2017年1月1日をもって正式に解散した。

## ディスコグラフィ

### スタジオ・アルバム
- 『キングス・オブ・パンク』 - Kings of Punk (1986年、Pusmort)
- 『ウォー・オール・ザ・タイム』 - War All the Time (1987年、Alchemy)
- 『フィール・ザ・ダークネス』 - Feel the Darkness (1990年、American Leather)
- 『ブランク・ブラックアウト・ヴェイカント』 - Blank Blackout Vacant (1992年、Vinyl Solution)
- We Must Burn (1993年、Tim/Kerr)
- Latest Will and Testament (2006年、Network of Friends)
- 『コンフューズ・アンド・コンカー』 - Confuse & Conquer (2015年、Southern Lord)

### 『キングズ・オブ・パンク』リイシュー・シリーズ
- 『ダービー・クラッシュ・ライズ・アゲイン - ジ・アーリー・イヤーズ』 - Darby Crash Rides Again: The Early Years (2011年、TKO & Southern Lord) ※デモ&レア・コレクション
- 『フェイタル・イレクション・イヤーズ』 - The Fatal Erection Years (2012年、TKO & Southern Lord) ※レア&初期ナンバー・コレクション
- 『キングズ・オブ・パンク:ブロウデット・エディション』 - Kings of Punk expanded reissue (2013年、TKO & Southern Lord)

### ライブ・アルバム
- Dutch Courage (1991年、Bitzcore)
- Your Choice Live Series (1995年、Your Choice)
- Pig's Last Stand (1996年、Sub Pop)